# 마카야
마카야 (본명: Mackiah Yejun Mercer, 2006년 1월 21일~)는 대한민국의 앰퍼샌드원의 멤버이다.

## 경력
- 2023년 ~ 그룹 앰퍼샌드원 멤버

## 개요
2023년 11월 15일에 데뷔한 대한민국의 7인조 다국적 보이그룹 앰퍼샌드원의 멤버. 그룹 내에서 래퍼를 맡고 있다.

## 여담
- 비공개 연습생 출신이자, FNC엔터테인먼트의 최초 호주인 아티스트이다.
- 인스타그램 스토리로 처음 공개되었을 때 "i'm 마카야"라고 하는 바람에 이름이 마카인지 마카야인지 팬들 사이에서 작은 혼동이 있었다. 또한 마카야의 영어 표기가 Macaya인지 Makaya인지도 팬들 사이에서 의견이 분분했는데, 다음날 인스타그램 게시물 해시태그를 통해 이름의 영어 표기가 Mackiah임이 확인되었다.
- 아버지는 외국인이고 어머니는 한국인이다. 한국어에 능통한데, 이는 어머니가 한국인이고, 어렸을 때 한국 부산에 살면서 한국어를 배웠기 때문이라고 한다.
- 연습생 기간은 약 1년 정도라고 한다.
- 운동을 꽤 하는 편이다. 3대 380 정도 친다고.
- 그룹 내 힘으로 1등이라고 한다.
- 초등학교 때 밴드부였다.
- 플룻을 4년 정도 배웠다.